# Squander (singolo)
Squander è un singolo degli Skunk Anansie del 2009, proveniente dal loro album Smashes & Trashes.

## Tracce
1. Squander (Original)
2. Squander (Frankie Power Remix)
3. Squander (illAudio Remix)

## Successo commerciale
In Italia rimase in classifica per 8 settimane in classifica debuttando nel dicembre 2009 alla posizione 41 per poi raggiungere la 33esima a gennaio 2010

## Classifiche
| Classifica (2009-10) | Posizione massima |
| -------------------- | ----------------- |
| Belgio (Fiandre)     | 67                |
| Italia               | 33                |